# Leptophyllopsis irregularis
Leptophyllopsis irregularis är en bladmossart som först beskrevs av Franz Stephani, och fick sitt nu gällande namn av J.J.Engel. Leptophyllopsis irregularis ingår i släktet Leptophyllopsis och familjen Lophocoleaceae. Inga underarter finns listade i Catalogue of Life.